# Acantízids
Els acantízids (Acanthizidae) són una família d'ocells de l'ordre dels passeriformes, coneguts en anglès genèricament com "Australasian warblers" (tallarols d'Australàsia)

## Morfologia
- Són ocells petits o mitjans que fan 8 – 19 cm de llargària i 7 - 40 gr de pes.
- Tenen ales curtes i arrodonides, bec fi, potes llargues i cua curta.
- El plomatge és majoritàriament color oliva, gris o marró, amb zones d'un groc brillant.

## Hàbitat i distribució
La família ocupa un ampli ventall d'hàbitats, des de boscos tropicals fins deserts àrids. Són nadius d'Austràlia, Indonèsia, Nova Zelanda i el sud-oest del Pacífic. La major part de les espècies es troben a Austràlia i Nova Guinea, amb 35 espècies endèmiques d'Austràlia i 15 de Nova Guinea. A Vanuatu, Nova Caledònia i les Illes Salomó, una única espècie i tres a la regió de Nova Zelanda, incloent les espècies endèmiques de les Illes Chatham i Norfolk. A l'Àsia, hi ha dues espècies a Indonèsia i una altra a les Filipines i l'Àsia continental. La majoria de les espècies no són migratòries, amb l'excepció de les gènere Gerygone.

## Alimentació
La majoria de les espècies són d'hàbits terrestres, alimentant-se principalment d'insectes, encara que algunes espècies també mengen llavors. En particular, les espècies del gènere Aphelocephala consumeixen grans quantitats de llavors, i altres espècies s'alimenten de fruites. Algunes espècies no són molt terrestres, com Smicrornis brevirostris que cerca el menjar dalt dels arbres, o Origma solitaria.

## Reproducció
Excepcionalment per a aus de la seva mida, ponen un o dos ous, possiblement per la seva llarga vida, ja que moltes espècies viuen més de deu anys a la natura. Els ous són blancs o marró fosc, i els coven un període de 15 – 20 dies.

## Taxonomia
En la taxonomia de Sibley-Ahlquist (1990) aquests ocells van ser classificats com la subfamília dels acantizins (Acanthizinae), dins la família dels pardalòtids (Pardalotidae). No obstant això, altres autors (Christidis i Boles, 1994; Schodde & Mason 1999) no estan d'acord. Els dasiornítids (Dasyornithidae) s'han classificat bé com la subfamília dels dasiornitins (Dasyornithinae), dins la família Acanthizidae, o bé dins la família Pardalotidae, o formant una família pròpia (Schodde & Mason 1999).
La classificació del Congrés Ornitològic Internacional (versió 13.2, 2023) considera els dasiornítids una família separada, i classifica els Acantízids en 15 gèneres i 67 espècies.
- Gènere Pachycare, amb una espècie : espineta caragroga (Pachycare flavogriseum).
- Gènere Oreoscopus, amb una espècie : espineta de les falgueres (Oreoscopus gutturalis).
- Gènere Acanthornis, amb una espècie : espineta de Tasmània (Acanthornis magna).
- Gènere Smicrornis, amb una espècie : espineta beccurta (Smicrornis brevirostris).
- Gènere Calamanthus, amb tres espècies.
- Gènere Hylacola, amb dues espècies.
- Gènere Pycnoptilus, amb una espècie : espineta de gorja taronja (Pycnoptilus floccosus).
- Gènere Pyrrholaemus, amb dues espècies.
- Gènere Origma, amb tres espècies.
- Gènere Neosericornis, amb una espècie : espineta gorjagroga (Neosericornis citreogularis).
- Gènere Aethomyias, amb 6 espècies.
- Gènere Sericornis, amb 8 espècies.
- Gènere Gerygone, amb 19 espècies.
- Gènere Acanthiza, amb 14 espècies.
- Gènere Aphelocephala, amb tres espècies.